# لوئیس‌ویل (آرکانزاس)
لوئیس‌ویل (آرکانزاس) (به انگلیسی: Lewisville, Arkansas) یک شهر در ایالات متحده آمریکا با جمعیت ۱٬۲۸۵ نفر است که در آرکانزاس واقع شده‌است.

## موقعیت جغرافیایی
موقعیت جغرافیایی شهرها و مناطق اطراف به شرح زیر است: